# Флаг Киевской области
Флаг Ки́евской области (укр. Прапор Київської області) — официальный символ Киевской области Украины.

## Описание
Флаг представляет собой прямоугольное полотнище, состоящее из трёх вертикальных полос одинаковой ширины: центральная из них жёлтого цвета, две боковые — синего. Соотношение ширины и длины флага — 2:3. В центре изображён святой Георгий, поражающий змея. Размер изображения дан в тех же пропорциях, что и на гербе области. Оно отстоит от верхнего и нижнего краёв флага на расстоянии, равном половине длины флага, а от боковых сторон — на расстоянии в 0,09 длины флага.

## Похожие флаги

Флаг Барбадоса